# It's in the Rain
"It's in the Rain" er den anden europæiske single udgivet af den irske musiker Enya fra hendes album Amarantine (2005). Den blev udgivet i nogle europæiske lande i første halvdel af 2006.
I andre lande, inklusive Storbritannien og Irland blev singlen udgivet i november 2006 for at promovere genudgivelsen af Amarantine-albummet. Denne udgave har et andet single-cover og var en dobbelt A-side med den traditionelle julesang "Adeste Fideles". Enya optrådte med sangen ved 2006 World Music Awards.

## Spor
Tidlig 2006-udgivelse
1. "It's in the Rain (radio edit)"
2. "A Moment Lost"
3. "Drifting"

November 2006-udgivelse
1. "It's in the Rain"
2. "Adeste Fideles"

## Hitlister
| Hitliste (2005)  | HØjeste placering |
| ---------------- | ----------------- |
| Italien (FIMI)   | 7                 |
| UK Singles (OCC) | 195               |